# Beningbrough
Beningbrough – wieś w Anglii, w hrabstwie North Yorkshire, w dystrykcie (unitary authority) North Yorkshire. Leży 10 km na północny zachód od miasta York i 288 km na północ od Londynu.